# Tumleren-klassen
Tumleren-klassen var en klasse af ubåde i Søværnet i Danmark. Klassen blev overført fra Norge, hvor de var benævnt Kobben-klassen, det samme som de er benævnt i Polen. I Tyskland, hvor de blev bygget, var de kendt som Type 207.
Danmark fik overført fire ubåde, hvoraf de tre gjorde aktiv tjeneste, mens den fjerde, KNM Kaura, blev overført som reservedele til de andre tre enheder. Denne båd fik dog aldrig et dansk navn. Derudover blev fem enheder overført fra den norske marine til Polen, hvor de tre gør aktiv tjeneste, en er udgået, mens den femte blev (ligesom i Danmark) brugt til reservedele.
Efter udfasningen af de danske ubåde blev Sælen konverteret til museumsskib, beliggende ved Elefanten på Holmen, mens Springeren blev skænket til Langelandsfortets koldkrigsmuseum. Den sidste, Tumleren, blev ophugget.

## Norske enheder (Kobben-klassen)
| Pnt. | Navn    | Kølen lagt        | Søsat             | Indgået            | Udfaset           | Skæbne | Kaldesignal     |
| ---- | ------- | ----------------- | ----------------- | ------------------ | ----------------- | --- | --------------- |
| S315 | Kaura   | 19. maj 1964      | 16. oktober 1964  | 5. februar 1965    | 1992              | Overført til Søværnet som reservedele                                                                                 | LBCY            |
| S316 | Kinn    | Februar 1963      | 30. november 1963 | 8. april 1964      | 1990              | Sunket i Bjørnafjorden                                                                                                |                 |
| S317 | Kya     | 25. juni 1963     | 20. februar 1964  | 15. juni 1964      | 17. oktober 1991  | Overført til Søværnet som S324 Springeren 17. oktober 1991. Udfaset 25. november 2004. Udstillet ved Langelandsfortet | OUCK (No: LBCW) |
| S318 | Kobben  | 9. december 1963  | 25. april 1964    | 17. august 1964    | 2002              | Overført til Polen som reservedele                                                                                    | LBAK            |
| S319 | Kunna   | 3. marts 1964     | 16. juni 1964     | 29. oktober 1964   | 20. oktober 2003  | Overført til Polen som 297 Kondor, udgået fra polsk tjeneste i december 2017.                                         | (No: LBEM)      |
| S300 | Ula     | 21. august 1964   | 19. december 1964 | 7. maj 1965        | 12. marts 1987    | Skrottet | LBAS            |
| S301 | Utsira  | 31. oktober 1964  | 11. marts 1965    | 8. juli 1965       | 1991              | Skrottet | LBAT            |
| S302 | Utstein | 8. januar 1965    | 19. maj 1965      | 15. september 1965 | 199               | Museumsskib i Horten                                                                                                  | LBAV            |
| S303 | Utvær   | 24. marts 1965    | 30. juli 1965     | 1. december 1965   | 20. oktober 1989  | Overført til Danmark 20. oktober 1989 som S322 Tumleren, udgået 17. august 2004, efterfølgende skrottet               | OUCI (No: LBAU) |
| S304 | Uthaug  | 31. maj 1965      | 3. oktober 1965   | 16. februar 1966   | 10. oktober 1990  | Overført til Danmark som S323 Sælen den 10. oktober 1990, udgået af tjeneste 21. december 2004. Museumsskib på Holmen | OUCJ (No: LBAW) |
| S305 | Sklinna | 17. august 1965   | 21. januar 1966   | 27. maj 1966       | 2001              | Skrottet | LBED            |
| S306 | Skolpen | 1. november 1965  | 24. marts 1966    | 17. august 1966    | 16. august 2002   | Overført til Polen som 295 Sęp                                                                                        | (No: LBEO)      |
| S307 | Stadt   | 1. februar 1966   | 10. juli 1966     | 15. november 1966  | 1987              | Skrottet | LBEU            |
| S308 | Stord   | 1. april 1966     | 2. september 1966 | 14. februar 1967   | 4. juli 2002      | Overført til Polen som 294 Sokół                                                                                      | (No: LBEV)      |
| S309 | Svenner | 8. september 1966 | 27. januar 1967   | 12. juni 1967      | 8. september 2003 | Overført til Polen som 296 Bielik                                                                                     | (No:LBEX)       |